# ゼゼラ
ゼゼラ(Biwia zezera)はコイ目コイ科カマツカ亜科ゼゼラ属の淡水魚である。

## 名前の由来
琵琶湖の膳所付近で発見されたことからゼゼラの名がついた。種小名の zezera もこれにちなんでいる。滋賀県では、ゼゼラ、イイサン、エンドス、ジャジリコハナタレ、ボンサン、ボウズと呼ばれる。ちなみに、「イイサン」というのは桜田門外の変で首をとられた大老・井伊直弼と本種の頭が取れやすいことをかけた呼称であるとされる。岐阜県ではクソバエ、ハゼ、ボウズムギツキ、ボウズモロコ、ムギツキと呼ばれる。他では、ハヤンコ、ボヤル、メダカ、ヤナギバエ、ザコと呼ばれる。

## 分布
日本固有種。琵琶湖・淀川水系のワンド、三重県、愛知県、岐阜県、広島県、岡山県、福岡県、佐賀県、大分県の湖沼や河川中流・下流の流れの緩やかな砂底や砂泥底に生息している。琵琶湖産のコアユの種苗放流に混じって、福井県、静岡県、神奈川県、東京都、埼玉県、千葉県、茨城県、栃木県、群馬県、新潟県、宮城県に放流されている。また、もともと生息していた地域にも放流されたため、遺伝子撹乱が起きてしまっている。琵琶湖・淀川水系においては上流側の琵琶湖にゼゼラが、下流側の淀川水系にヨドゼゼラ B. yodoensis が生息するとされる。ただし、琵琶湖でのヨドゼゼラの記録や、淀川水系でのゼゼラの記録も存在する。

## 形態
全長4-7cm。頭部は円筒形で、口は小さい。体側は暗色。ヨドゼゼラに似ているが、ヨドゼゼラは、眼がゼゼラに比べて小さく、体高は高い。ヨドゼゼラの側線鱗数は34-36、ゼゼラは35-38。ヨドゼゼラの脊椎骨数は34-36、ゼゼラは34-38。成熟したオスば体色が黒色になり暗色斑が消失し、胸鰭前縁に追星が現れる。吻は丸く、ひげはない。

## 生態

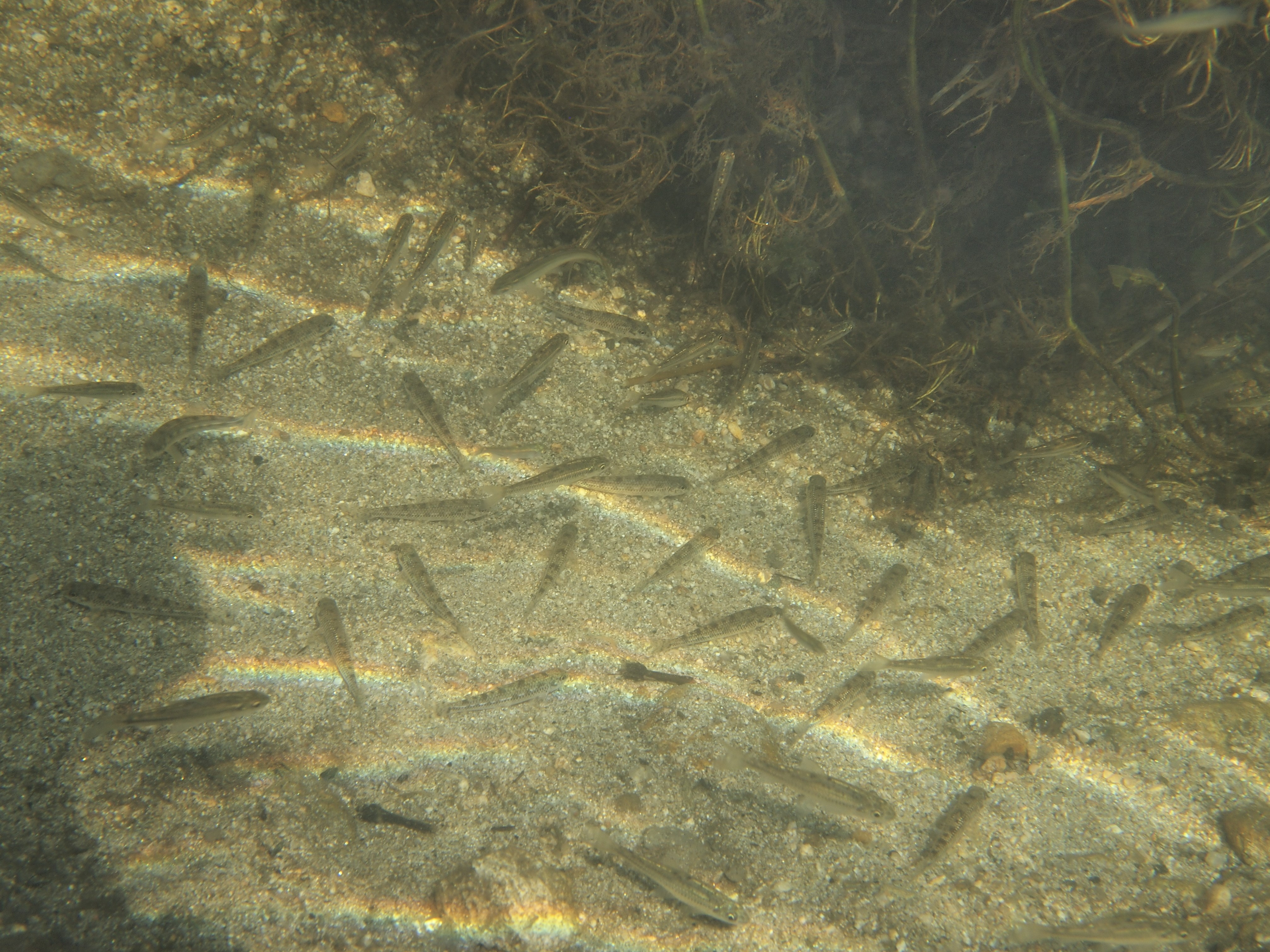
ゼゼラの群れ、福岡県。

全長8cm。底性であるが砂の中にもぐることはない。
イトミミズやデトリタス、藻類などを好んで食べる。繁殖期は、4-7月上旬。繁殖期になるとオスが抽水植物の根や沈水植物になわばりを持ち、メスはヨシの根元などで産卵する。オスはその卵塊を守る。

## 分類
2010年に、琵琶湖・淀川水系のゼゼラのうち、淀川水系を中心に分布する集団は別種であるとされ、ヨドゼゼラ B. yodoensis として新種記載された。

## 利用
ゼゼラはエリ漁でコアユと一緒に捕まるので、琵琶湖では嫌われているが、琵琶湖付近で、佃煮やから揚げにして売られていることがある。